# Ballstraße 22 (Quedlinburg)

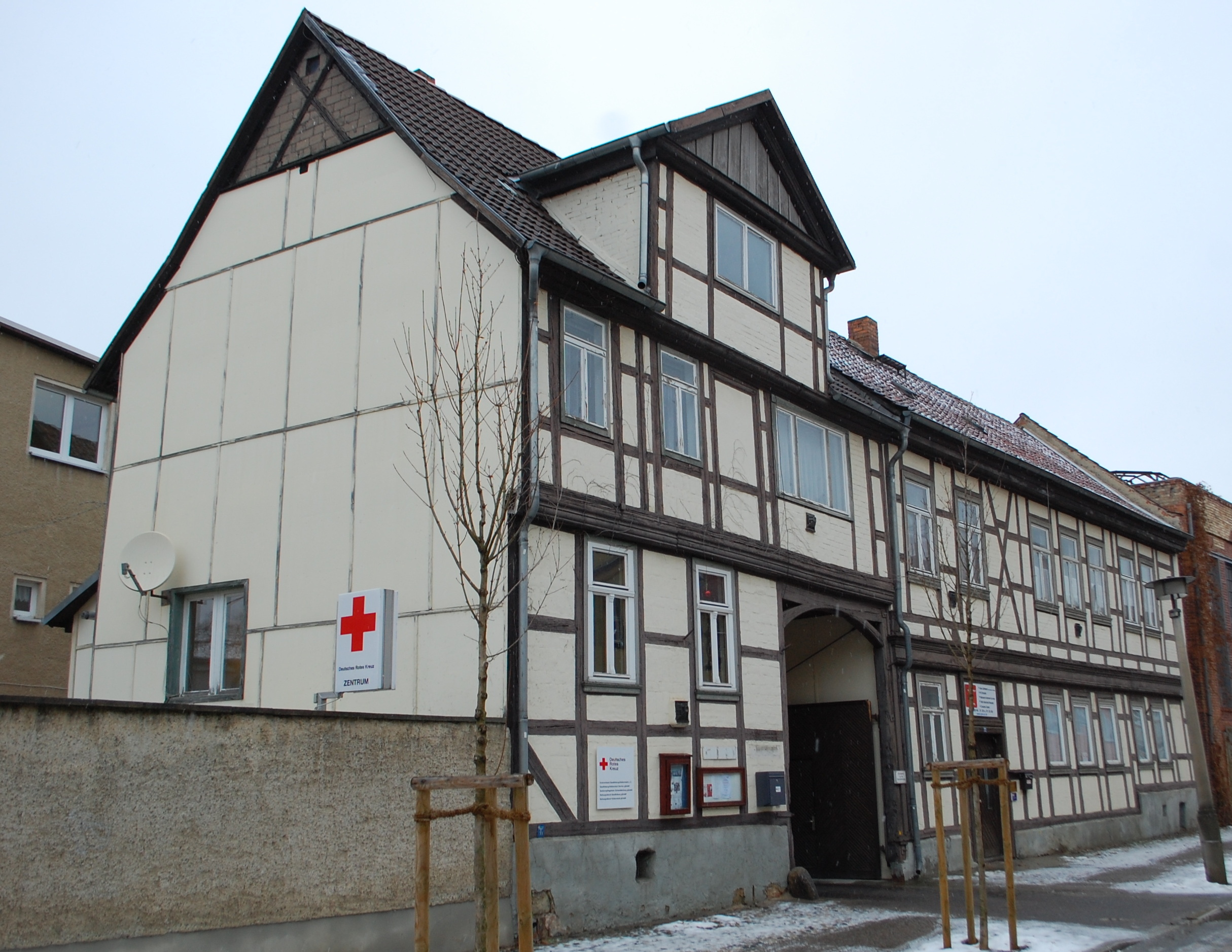
Ballstraße 22

Das Haus Ballstraße 22 ist ein denkmalgeschütztes Gebäude in der Stadt Quedlinburg in Sachsen-Anhalt.
Das Gebäude wird vom DRK Kreisverband Quedlinburg/Halberstadt e.V. genutzt. Auf dem Hof ist eine Rettungswache untergebracht.

## Lage
Es befindet sich im östlichen Teil der historischen Quedlinburger Neustadt und gehört zum UNESCO-Weltkulturerbe.

## Architektur und Geschichte
Das Anwesen besteht aus zwei zusammengefügten Fachwerkgebäuden. Im Quedlinburger Denkmalverzeichnis ist der Hof als Ackerbürgerhof eingetragen. Der Südteil entstand in der Zeit um 1780 und verfügt über einen im Stil des Klassizismus gestalteter Zwerchgiebel. In diesem Gebäudeteil befindet sich eine große Tordurchfahrt. Das Untergeschoss der Nordhälfte entstand im 18. Jahrhundert. Die dortigen Gefache sind mit Zierausmauerungen versehen. Das obere Geschoss entstand vermutlich erst im 19. Jahrhundert. Die Stockschwellen sind mit verschiedenartig profilierten Bohlenbrettern verkleidet.
Auf der Nordseite des Hofs besteht ein kleiner im 18. Jahrhundert entstandener Gebäudeflügel.